# Peter Paul (Schauspieler, 1957)
Peter Paul (* 8. März 1957 in Hartford, Connecticut) ist ein US-amerikanischer Bodybuilder, Schauspieler und Filmproduzent.

## Leben
Peter Paul ist der Zwillingsbruder von David Paul. Die beiden waren unter dem Pseudonym The Barbarian Brothers oder als Peter Barbarian und David Barbarian bekannt. Gemeinsam mit seinem Zwillingsbruder begann er ab den 1980er Jahren in Neben- und Hauptrollen in verschiedenen Filmen mitzuwirken. Nach einigen Nebenrollen hatten sie 1987 in Die Barbaren ihre erste Hauptrolle. Sie gehörten zur Besetzung des Films Natural Born Killers von 1994. Ihre Szenen wurden allerdings aus der endgültigen Filmfassung herausgeschnitten. Peter Paul spielte bis einschließlich in dem 2005 erschienenen Film Souled Out immer mit seinem Bruder zusammen. 2005 in The White Horse Is Dead und 2013 in Faith Street Corner Tavern trat er ohne seinen Zwillingsbruder auf. Paul versuchte sich außerdem als Filmproduzent.

## Filmografie

### Schauspiel
- 1983: Die Chaotenclique (D.C. Cab)
- 1984: Knight Rider (Fernsehserie, Episode 3x01)
- 1984: Flamingo Kid (The Flamingo Kid)
- 1987: Die Barbaren (The Barbarians)
- 1989: Road Riders – Das Absturzkommando (The Road Raiders) (Fernsehfilm)
- 1989: Ghost Writer
- 1990: Highway Chaoten (Think Big)
- 1992: Double Trouble – Warte, bis mein Bruder kommt (Double Trouble)
- 1994: Twin Sitters
- 2005: Souled Out
- 2005: The White Horse Is Dead
- 2013: Faith Street Corner Tavern

### Produzent
- 1994: Twin Sitters
- 2000: The Accuser (Fernsehserie, Episode 1x01)
- 2005: Souled Out